# جوفوره
جوفوره (به لاتین: Jufureh) یک منطقهٔ مسکونی در گامبیا است که در North Bank Division واقع شده‌است. جوفوره ۲۵ متر بالاتر از سطح دریا واقع شده‌است.